# Muzyka ulicy muzyka dla mas vol. 4
Muzyka ulicy muzyka dla mas vol. 4 – album muzyczny zawierający utwory różnych polskich wykonawców, wydany przez Olifant Records, jako czwarty w ramach serii zatytułowanej „Muzyka ulicy muzyka dla mas”. Zawiera wybrane utwory różnych zespołów zawarte na wydawanych albumach z określonego okresu czasu oraz przede wszystkim kompozycje niepublikowane i nagrania unikatowe. Pod względem prezentowanej twórczości są to utwory z różnych nurtów muzycznych, z dominacją gatunku punk rock, w tym w szczególności street punk/oi! oraz psychobilly. Został wydany w 2016 r.

## Historia i muzyka
Pierwszy album z serii „Muzyka ulicy muzyka dla mas” wydany został w 2004 r. pod tytułem „Muzyka ulicy muzyka dla mas vol. 1”. W dwa lata po nim, w 2006 r., wydano drugi album w serii pod tytułem „Muzyka ulicy muzyka dla mas vol. 2”. Kolejne wydanie o identycznej idei przewodniej nastąpiło 2014 r. Był to trzeci album w serii wydany pod tytułem „Muzyka ulicy muzyka dla mas vol. 3”. Następny album w serii wydano już w 2016 r. pod tytułem „Muzyka ulicy muzyka dla mas vol. 4”. Wydawcą była wytwórnia Olifant Records. Zawierał muzykę tworzoną przez różnych wykonawców z gatunku punk rock, w tym w szczególności street punk/oi! oraz psychobilly.

## Album i wykonawcy
Czwarty album serii „Muzyka ulicy muzyka dla mas vol. 4” został wydany na dwóch różnych nośnikach: na jednej płycie kompaktowej i na jednej kasecie magnetofonowej. Album ma przypisany w ramach katalogu wydawnictwa identyfikator zależny od nośnika. I tak płyta CD ma przypisany identyfikator Olifant Records 079, Olifant Records – OR-CD 079, a kaseta ma przypisany identyfikator Olifant Records – Olifant Records 063, Olifant Records – MC-063. Inne identyfikatory płyty CD są następujące: Matrix / Runout: 6837; Other (Inner ring): ZY02.
W albumie zaprezentowano utwory następujących wykonawców: All Bandits, Awantura, Awaria, Bachor, Defect, Faul, GAN, Ghost Of War, Kill The Rich, Krawal Banda, Kuba Rozpruwacz, Marass, Skunx, Stalag, Tattoo Guns, Tony Tarantula & His Bastards.

## Utwory
| lp | kasta | wykonawca                     | tytuł                                | czas |
| -- | ----- | ----------------------------- | ------------------------------------ | ---- |
| 1  | A1    | Awantura                      | Warszawa Będzie Nasza                |      |
| 2  | A2    | Awantura                      | Bezlitosne Prawo                     |      |
| 3  | A3    | Ghost Of War                  | Wartownie Cieni                      |      |
| 4  | A4    | Ghost Of War                  | Red Rain                             |      |
| 5  | A5    | All Bandits                   | Wkurw Się Rodzi!                     |      |
| 6  | A6    | Kill The Rich                 | Syf                                  |      |
| 7  | A7    | Kill The Rich                 | Do Dna                               |      |
| 8  | A8    | Kuba Rozpruwacz               | Semper Fidelis                       |      |
| 9  | A9    | Kuba Rozpruwacz               | Proch                                |      |
| 10 | A10   | Awaria                        | Jagiellońska Sztrase                 |      |
| 11 | A11   | Awaria                        | Paff                                 |      |
| 12 | A12   | Krawal Banda                  | Dziewczyny                           |      |
| 13 | A13   | Krawal Banda                  | Pogo Pogo                            |      |
| 14 | B1    | Faul                          | Nikt Nie Zabroni                     |      |
| 15 | B2    | Bachor                        | Złe Wujki                            |      |
| 16 | B3    | Tattoo Guns                   | Męska Ruina                          |      |
| 17 | B4    | Tattoo Guns                   | Patrz Komu Ufasz, Szanuj Słowa Matki |      |
| 18 | B5    | Stalag                        | Winyl Dla Mas                        |      |
| 19 | B6    | Stalag                        | Królowie Balu                        |      |
| 20 | B7    | Marass                        | Punk Not Red                         |      |
| 21 | B8    | Gan                           | Węgielne Sny                         |      |
| 22 | B9    | Gan                           | Czerwony Klaun                       |      |
| 23 | B10   | Skunx                         | A Może Nazwiesz Mnie Faszystą        |      |
| 24 | B11   | Skunx                         | Prosto W Serce                       |      |
| 25 | B12   | Tony Tarantula & His Bastards | Rebel Soldier                        |      |
| 26 | B13   | Defect                        | Czerwone Psy                         |      |